# Paolo Macry
Paolo Macry (Sulmona, 1º novembre 1946) è uno storico italiano.

## Biografia
Laureato in Lettere nel 1969 alla Statale di Milano, è stato borsista dell'Istituto Italiano per gli Studi Storici e allievo di Pasquale Villani. Dal 1973 ha insegnato Storia Contemporanea presso l'Istituto Universitario Orientale e dal 1983 presso l'Università Federico II di Napoli, di cui è attualmente professore emerito. È stato coordinatore del Dottorato in “Storia della Società Europea” dell'Università Federico II e del Dottorato in “Storia Contemporanea” dell’Istituto Italiano di Scienze Umane.
Ha fatto parte della direzione di "Quaderni Storici", dell’Editorial Board del “Journal of Modern Italian Studies”, del direttivo dell'Istituto Meridionale di Storia e Scienze Sociali (IMES), del direttivo della Società Italiana per lo Studio della Storia Contemporanea (SISSCO), del comitato editoriale per la storia della casa editrice Il Mulino. Ha tenuto conferenze, seminari e corsi presso numerose istituzioni, fra le quali: Accademia Nazionale dei Lincei, Roma; Istituto dell'Enciclopedia Italiana, Roma; McGill University, Montreal; Center for European Studies, Harvard; Columbia University, New York; Eighteenth-Century Studies Association, Berkeley.
I suoi interessi di ricerca si sono rivolti prevalentemente alla storia economica e sociale nella tarda età moderna e in età contemporanea. In questa cornice vanno collocati gli studi sul mercato nel XVIII secolo, sulle borghesie e le culture urbane ottocentesche, sulle pratiche ereditarie e patrimoniali delle famiglie nel XIX secolo. In seguito, coniugando storia sociale e storia politica, ha analizzato i fenomeni di discontinuità istituzionale - il “crollo dello stato” - nel caso dell’Italia del 1860 e nel quadro della storia europea del XX secolo. Ha lavorato sui metodi e le interpretazioni della storiografia nel secondo Novecento.
Dal 1997 ha collaborato assiduamente alle pagine politiche e culturali del “Corriere della Sera”, del “Corriere del Mezzogiorno”, del “Riformista” e del “Mattino”.

## Opere principali
- Mercato e società nel Regno di Napoli. Commercio del grano e politica economica del Settecento, Guida, Napoli 1974
- Ottocento. Famiglia, élites e patrimoni a Napoli, Einaudi, Torino 1988 (Il Mulino, Bologna 2002)
- La società contemporanea, Il Mulino, Bologna 1989 (Ariel, Barcelona 1997)
- Giocare la vita. Storia del lotto a Napoli tra Sette e Ottocento, Donzelli, Roma 1997
- Gli ultimi giorni. Stati che crollano nell’Europa del Novecento, Il Mulino, Bologna 2009
- Unità a Mezzogiorno. Come l'Italia ha messo assieme i pezzi, Il Mulino, Bologna 2012
- Napoli. Nostalgia di domani, Il Mulino, Bologna 2018
- Storie di fuoco. Patrioti, militanti, terroristi, Il Mulino, Bologna 2021